# Henry Dwnn († 1469)
Henry Dwnn (auch Harry Dwnn) († 26. Juli 1469 bei Banbury) war ein walisischer Adliger und Militär.
Dwnn entstammte der alten walisischen Familie Dwnn. Er war der einzige Sohn von Owain Dwnn und Catherine Wogan. Von seinem Vater erbte er das Gut Muddlescombe bei Kidwelly, von seiner Mutter Picton Castle in Pembrokeshire. Er heiratete eine Tochter von Roger Vaughan von Tretower. Während der Rosenkriege unterstützte er das Haus York und fiel im Juli 1469 in der Schlacht von Edgecote Moor. Sein Besitz wurde nach seinem Tod zwischen seinen Töchtern aufgeteilt: Joan, die Thomas ap Philip aus Cilsant heiratete, wurde die Stammmutter der Familie Philipps, die heute noch auf Picton Castle lebt. Seine zweite Tochter Jenet erbte Muddlescombe, sie heiratete Trahaern Morgan. 